# Grubenhaussiedlung in Norderbrarup
Die Grubenhaussiedlung in Norderbrarup, bestehend aus acht frühmittelalterlichen Fundamenten von Grubenhäusern, wurde im März 2022 entdeckt und anschließend ausgegraben.

## Ausgrabung und Funde
Bei einer Vorsorgegrabung im Rahmen einer geplanten Erschließung von Wohnbauland in der Gemeinde Norderbrarup legten die Archäologen des Landesamtes Schleswig-Holstein unter Grabungsleiter Andreas Selent die Überreste einer Wohnsiedlung aus der Wikingerzeit frei. Die Siedlung in unmittelbarer Nähe der um das Jahr 1200 datierten Marienkirche wird nach gegenwärtigem Stand auf das 9. bis 10. Jahrhundert datiert. Es handelt sich um den bisher bedeutsamsten Fundplatz in der Landschaft Angeln. Das Landesamt sieht neben der Fortschreibung der Ortsgeschichte Norderbrarups einen erheblichen Erkenntnisgewinn für die Siedlungsgeschichte der näheren Umgebung Haithabus und nördlich des Danewerks voraus.
In den Grubenhäusern, die vor allem als Werkstätten dienten, wurden neben Metallgegenständen Webgewichte und Spinnwirtel gefunden, die Textilherstellung in Form von Weberei belegen. Ein Kugelzonengewicht verweist auf Handelstätigkeit.
Daneben fanden sich auch Hinweise auf ein Hallenhaus aus späterer Zeit, welches die siedlungsgeschichtliche Verbindung zum benachbarten romanischen Kirchbau der Marienkirche herstellt.